# غوران لاكوفيتش
غوران لاكوفيتش (بالكرواتية: Goran Lacković)‏ هو لاعب كرة قدم ومدرب كرة قدم كرواتي، ولد في 4 مايو 1970 في زغرب في كرواتيا. لعب مع إنتر زابرشيتش ونادي لوكوموتيفا.